# Seebach-kastély
A Seebach-kastély Rábahídvégen található, műemléki védelem alatt álló épület, melynek korábbi tulajdonosai a felsőőri Bertha, a chernelházi Chernel és a Seebach család voltak. Ettől nem messze, szintén a településen van a Bertha-kastély is.

## Története

### 18-19. század

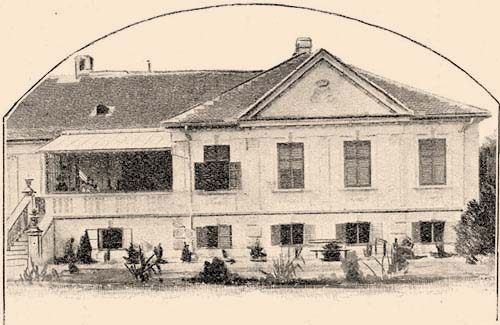
A rezidencia hátsó része egy 1898-as felvételen, amikor még megvolt a terasz és a lépcső

Feltételezések szerint a kastély a középkorban épült, a polányi és táplánfai Polányi család tulajdonában állhatott. Első hiteles forrása az 1782–1785-ös első katonai felmérésen is látható téglalap alaprajzú épület a Rába partján. Mai alapjait a 18. században építette a felsőőri Bertha család barokk stílusban. Tulajdonosa Bertha Ignác vasi alispán volt, akinek a lánya, Bertha Mária (1820–1893) feleségül ment chernelházi Chernel Ferdinánd Vas vármegyei táblabíróhoz, így Ignác 1847-es halála után a Chernel családé lett az épület (másik, Bertha-kastély nevű rezidenciáját fia, Bertha Antal örökölte meg). Az 1870-es években a bárói Seebach család már a kastélyban lakhatott, mert az ekkor átalakításra, kibővítésre került historizáló, eklektikus stílusban. 1873-ban Mária és Ferdinánd lánya, Chernel Paulina (1845–1917) összeházasodott Szombathelyen a szászországi Eisenach-ból származó báró Seebach Rudolffal (1835–1904). A kastély innentől kezdve a család későbbi tagjaira szállt, akik állandó jelleggel laktak benne. Borovszky Samu 1898-as Vas vármegye című könyvében lépő fénykép alapján sejteni lehet, hogy a timpanon tükrében egy Seebach-címer volt, a rizalittól balra pedig egy kőbábos mellvédes terasz állt, amelyre lépcső vezetett fel a kastély kertjéből, de ezeket az államosítás után lebontották.

### 20. század
1904-ben Rudolf és Paulina egyetlen fiú gyermekük, a szintén bárói címmel bíró Seebach Károly (1874–1934) örökölte meg apja halála után a rezidenciát, aki Vas vármegye törvényhatósági bizottságának a tagja, a nemeskoltai evangélikus egyházközség felügyelője és tűzrendészeti felügyelő volt.
1919 júniusában az akkor teljesen lakott kastélyhoz tíz szoba, egy konyha és négy katasztrális holdnyi (2,3 hektárnyi) kert tartozott, ahol például magas kőris és kocsányos tölgy is volt. 1934-ben Seebach Matild (1875–1964) bárónő lett az épület tulajdonosa, amikor a bátyja, Károly elhunyt, továbbá ő örökölte meg 1905-ben a keresztapjától, Bertha Györgytől a Bertha-kastélyt is, mert Györgynek nem volt egyenes ági örököse. Ugyanebben az évben szeptember 1-10. között művészettörténeti kiállítást rendeztek Szombathelyi Ünnepi Hét néven Szombathelyen, ahol a kastélyból egy dél-német fiókos és egy ékszeres ládát állított ki Matild és testvére, Amália (1879–?), összesen 9 tétellel együtt.
1945 decemberéig lakott utoljára a kastélyban Seebach Matild, amikor is a II. világháború végén szovjet katonák foglalták el a rezidenciát, csakúgy mint a Bertha-kastélyt, és nem engedték, hogy a bárónő a saját tulajdonában lakjon, sőt megsemmisítették a Seebach levéltárat és vele együtt minden értéket.
(...) a legnagyobb készséggel és örömmel tennék eleget a kérésnek, azonban minthogy a háború vihara itt mindent elsepert, semmi sem maradt a sok értékes anyagból, melyet pedig igen érdemes lett volna az utókornak megmenteni.
1950-ben államosították az épületet és a község általános iskolája kapott benne helyet, ami a mai napig működik.

### 21. század
Először 2000-ben újították fel, ekkor kicserélték az egész födémet, hogy szükség esetén a tetőteret is hasznosítani lehessen. A hatmillió forintos pályázati támogatás mellé 7 és fél milliót az önkormányzat adott. 2005-ben újabb felújításon esett át a kastély: az önkormányzat önköltségen, 14,4 millió forint értékben cserélte le a nyílászárókat és a központi fűtést széntüzelésűről gázüzeműre. 2006-ban a kastély és a parkja műemléki védelem alá került. 2007-ben a felső tagozat Püspökmolnáriba való elköltözésével a megüresedő helyen vizesblokkot alakítottak ki, kicserélték a tantermek padozatát és teljesen kifestettek 8,7 millió forintos költségből, a megüresedő udvari épületeket pedig bérbe adták. Legutóbbi 2008 novemberében kapott külső felújítást, amit 2009 májusában fejeztek be. A felújítás összköltsége 15,2 millió forint volt, aminek nagy részét regionális pályázaton nyert az önkormányzat, 2,1 milliót pedig saját erőből állt.

## Kialakítása

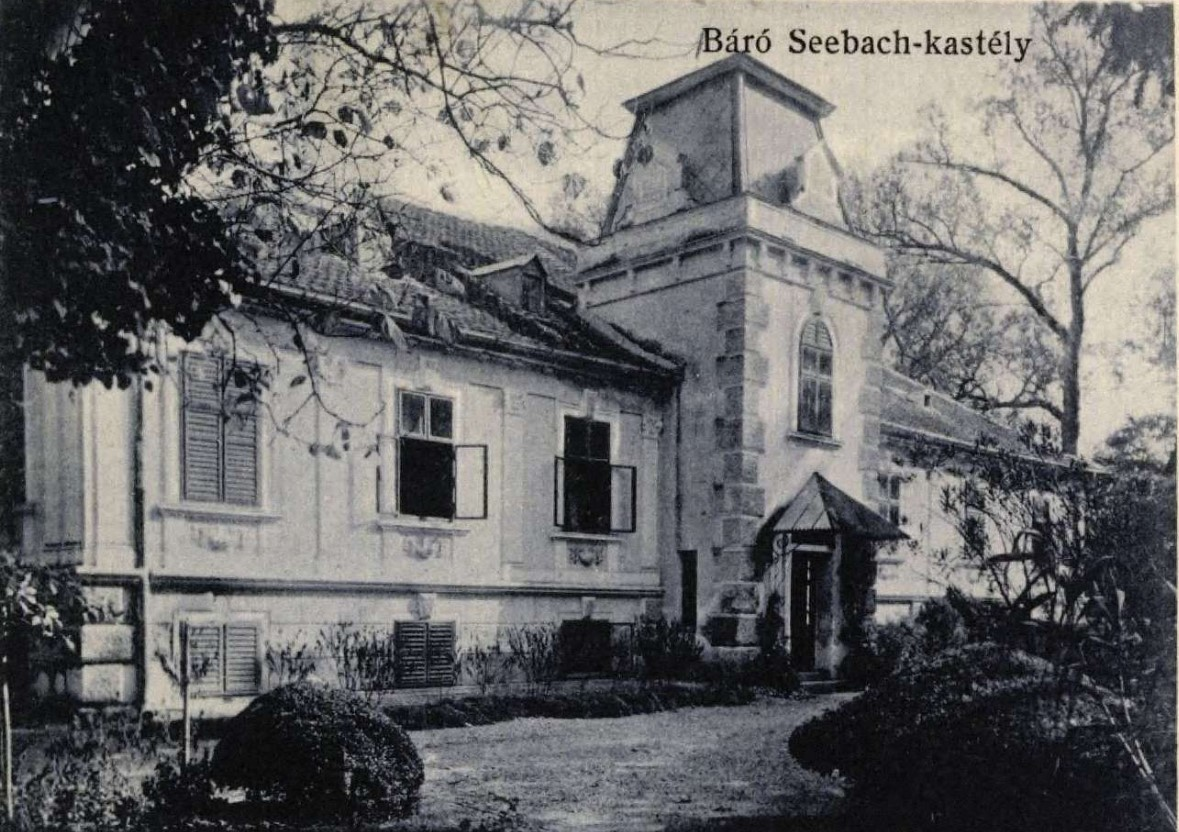
Az épület elülső része egy régi képeslapon

Szabadon álló, összetett alaprajzú, magasföldszintes épület. Sarkait armírozás díszíti, ablakai kereszteltek, alattuk füzéres köténydísz, felettük stilizált zárókő, közöttük kompozit fejezetű pilaszterek vannak.

- Tetőzet: alatta konzolokon nyugvó főpárkány fut, a magas lábazatban az alagsor ablakai kaptak helyet.
- Főhomlokzat: 3+A+4 osztású, középen négyzetes alaprajzú bejárati torony áll ki a fal síkjaiból, ajtaja felett lunetta húzódik, az alagsor lejárata a toronytól jobbra eső homlokzati szakaszon nyílik.
- Bal oldali oldalhomlokzat: 4 tengelyes, az emeleti rész sarkait pilaszterek díszítik.
- Jobb oldali oldalhomlokzat: 4 ablakos, közöttük kettőzött pilaszterek.
- Hátsó homlokzat: 4+(1+2+1) tengelyes, jobb oldali része oldalrizalitként erősen előrelép a fal síkjából, melyen egy jelzésszerű középrész látható, lezárva egy timpanonnal.[5]
- Belső kialakítása: kéttraktusos, középfolyosós elrendezésű, szobáinak egy része fiókos dongaboltozatos kiképzésű.[5][16]

## Galéria

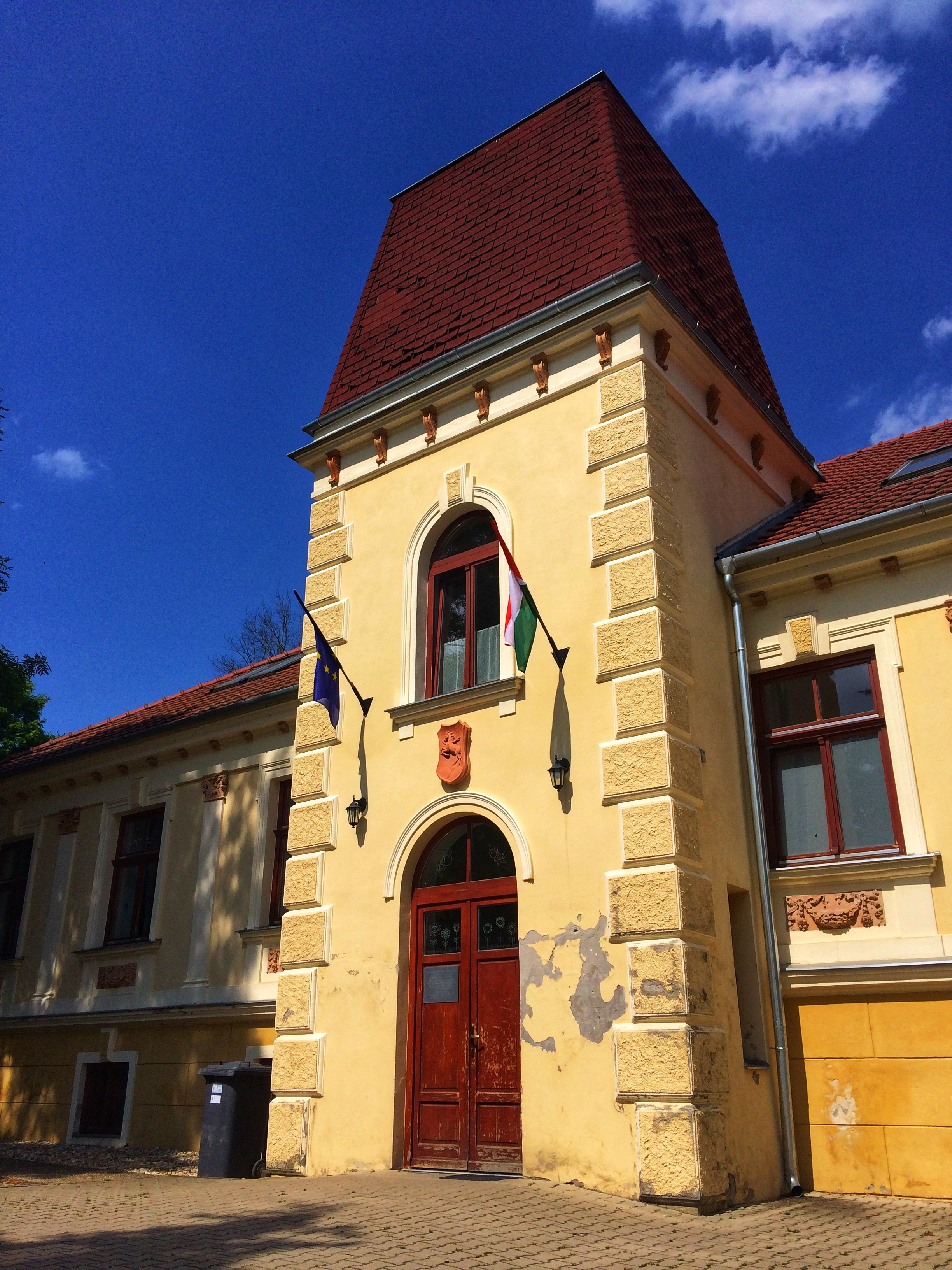
A kastély bejárata
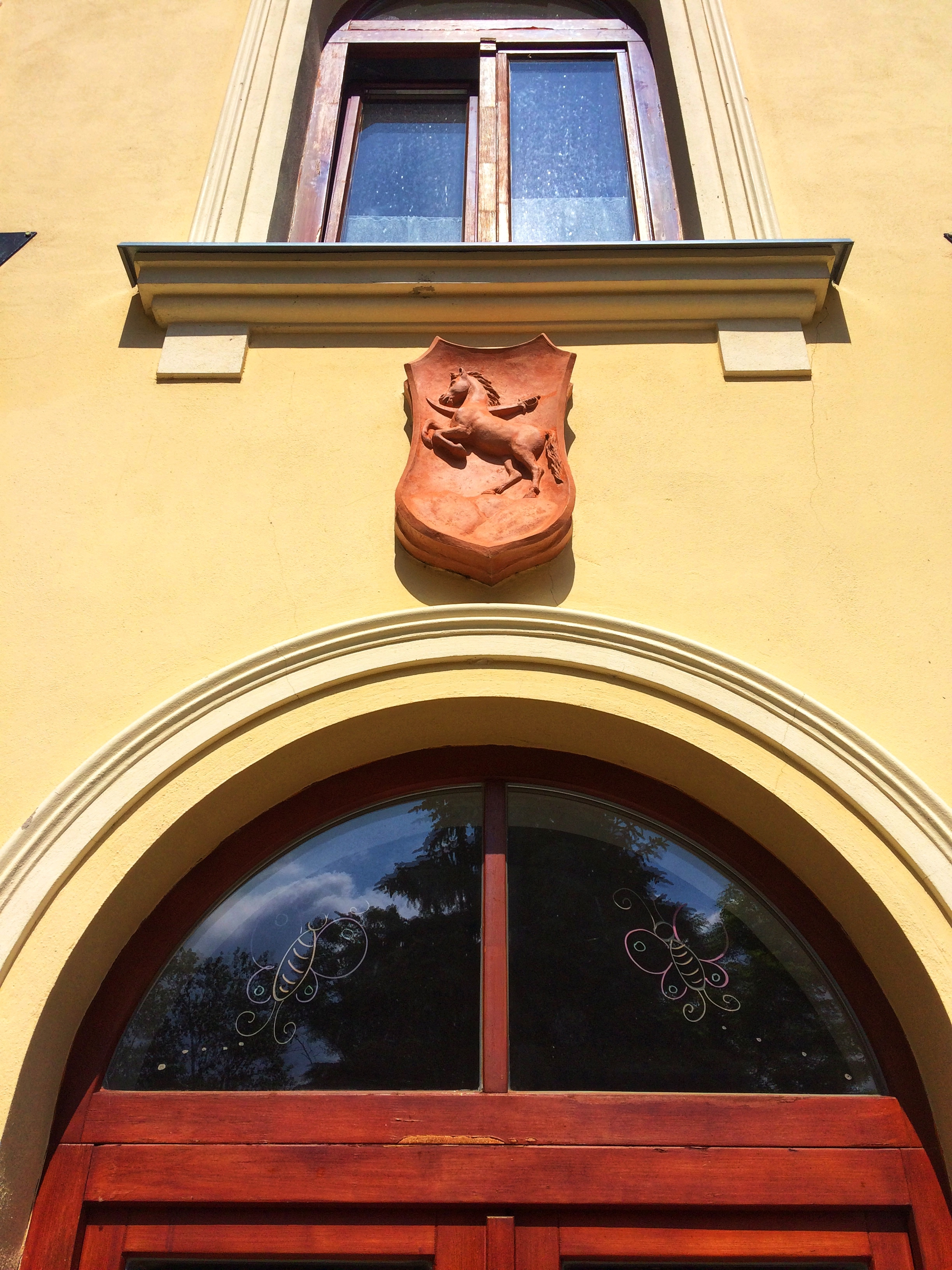
A bejárat feletti címer
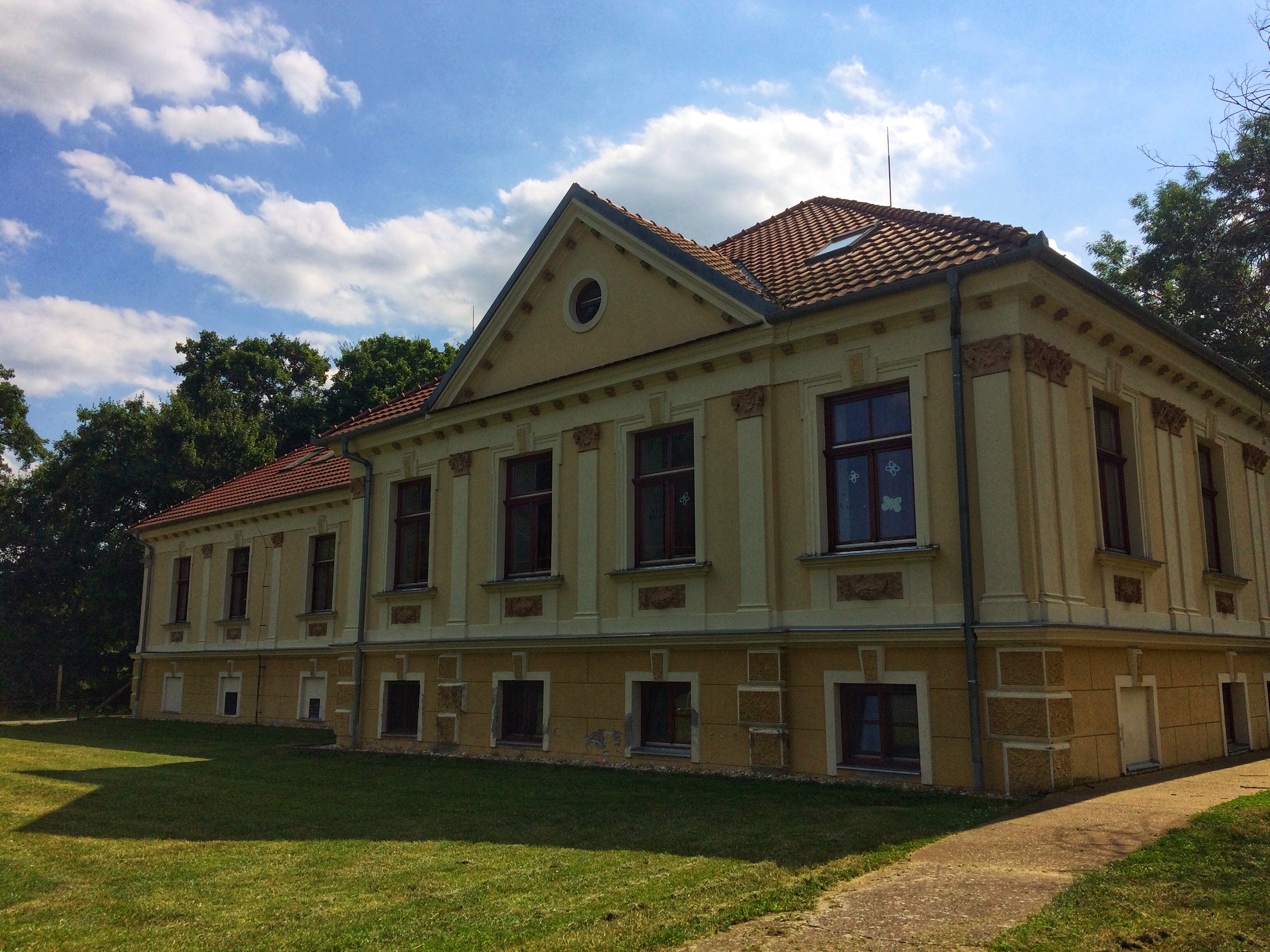
Az épület hátsó része
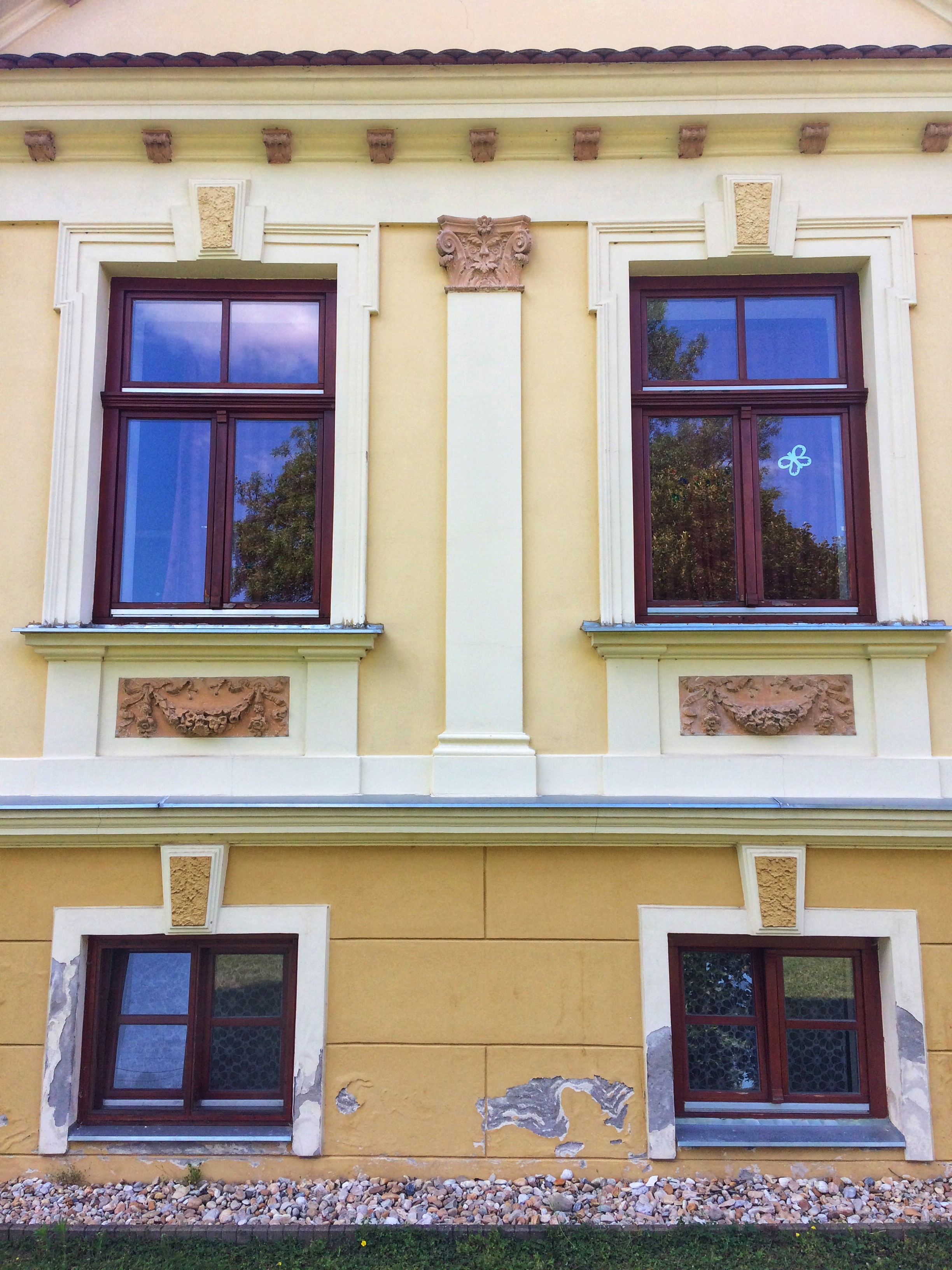
Ablakok és díszítések
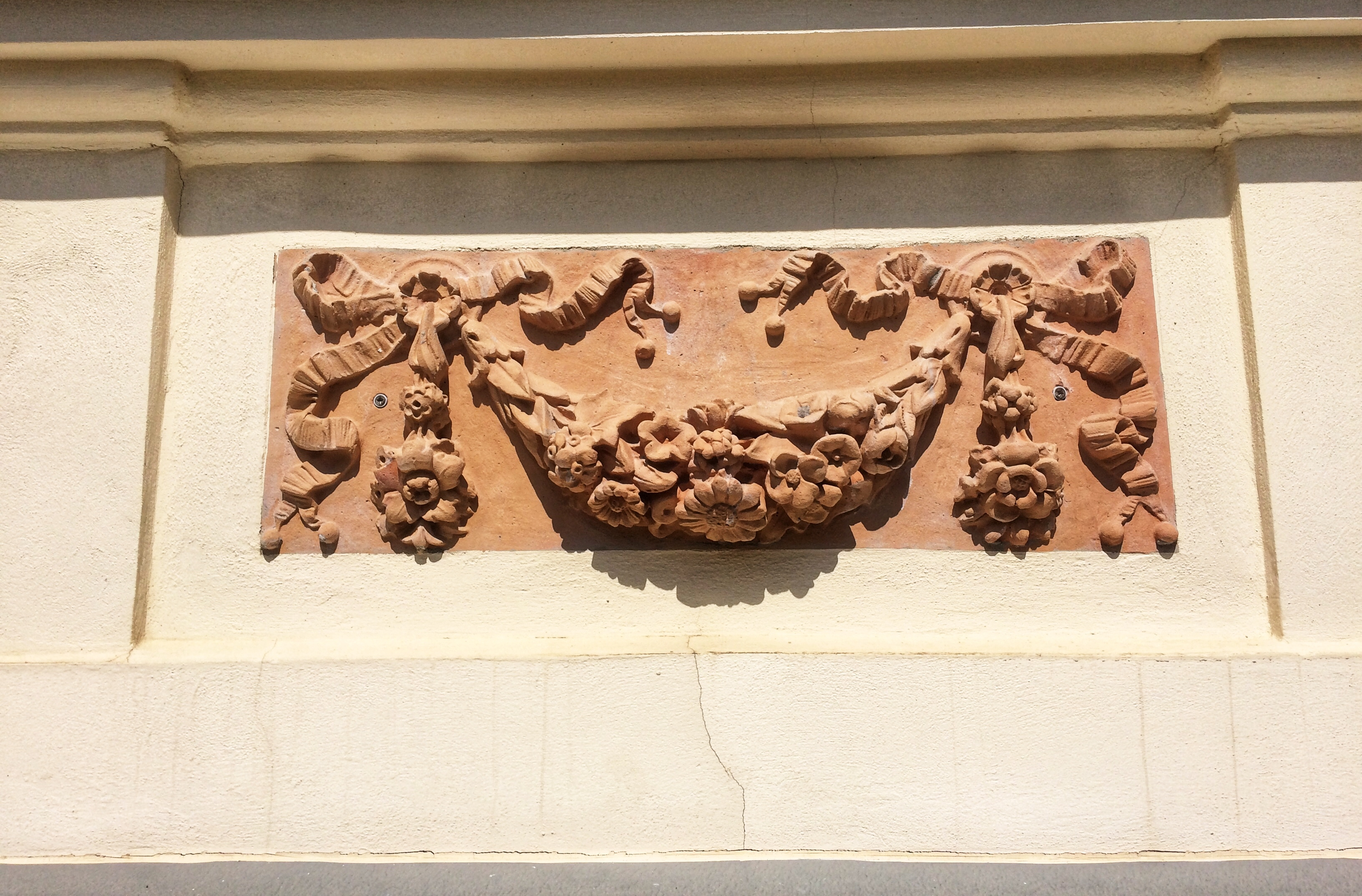
Egy ablak alatti köténydísz